# Helen Elliot

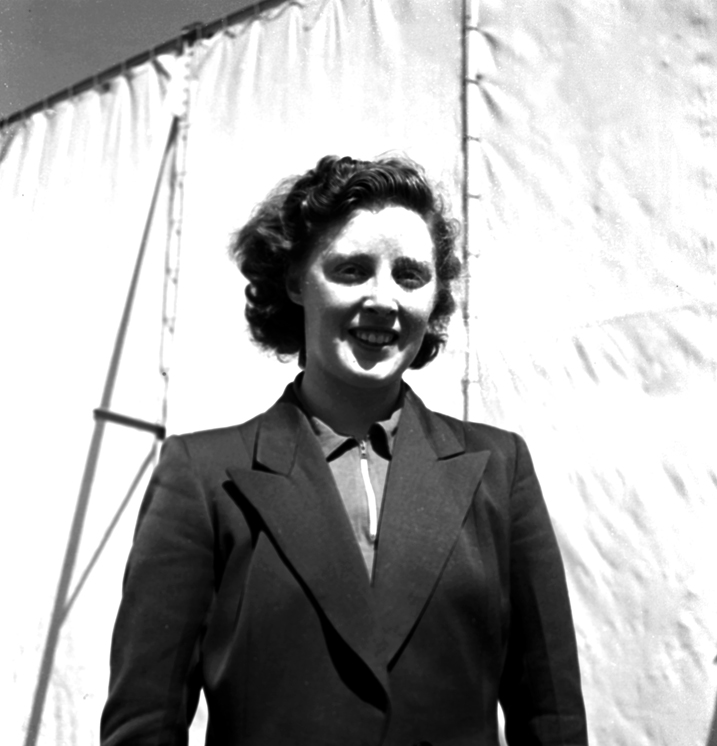
Helen Elliot 1952

Helen Elliot, verheiratete Hamilton (* 20. Januar 1927 in Edinburgh; † 12. Januar 2013) war eine schottische Tischtennisspielerin, die 1949 und 1950 Weltmeister im Doppel wurde.

## Werdegang
Im Alter von 16 Jahren begann Helen Elliot mit dem Tischtennissport. Sie entwickelte sich rasch zur Spitzenspielerin Schottlands. Von 1945 bis 1958 gewann sie 13 mal in Folge den Einzelwettbewerb der offenen Meisterschaften von Schottland.
Von 1947 bis 1957 wurde sie für neun Weltmeisterschaften nominiert. Dabei erreichte sie im Einzel 1947, 1948, 1949 und 1952 jeweils das Viertelfinale. 1948 erreichte sie mit der Ungarin Dóra Beregi das Doppel-Endspiel, das gegen die Engländerinnen Margaret Franks/Vera Thomas verloren ging. Ein Jahr später gewann sie mit der Ungarin Gizella Farkas den Titel im Doppel, den sie 1950 mit ihrer früheren Partnerin Dóra Beregi verteidigte. Ein weiteres Mal Silber holte sie 1955 im Mixed mit Aubrey Simons (England). Dazu kamen drei Bronzemedaillen, nämlich 1952 im Doppel mit Ermelinde Wertl (Österreich) sowie 1957 im Doppel mit Maria Golopenta-Alexandru und im Mixed mit dem Tschechen Ludvík Vyhnanovský.
1955 wurde Elliot zusammen mit Angelica Rozeanu Studentenweltmeister im Doppel. Bei den Europameisterschaften 1958 erreichte sie im Einzel und im Doppel das Viertelfinale.
In der ITTF-Weltrangliste war Elliot  von 1947 bis 1957 meist unter den ersten Zehn zu finden. 1947/48 wurde sie auf Rang fünf geführt.
Wegen ihrer Erfolge wurde sie 2001 in die Hall of Fame des schottischen Sports aufgenommen. Um das Jahr 2000 war sie Präsidentin des Schottischen Tischtennis-Verbandes, später Ehrenpräsidentin.

## Privat
1949 heiratete Helen Elliot ihren Trainer Bob Dykes, den späteren Geschäftsführer des schottischen Tischtennisverbandes. dieser starb im Oktober 1961. Im Dezember 1961 gebar sie eine Tochter. Nach einer weiteren Heirat nannte sie sich Helen Hamilton.

## Weitere Erfolge
- Offene Meisterschaft von Schottland 1945–1958
  - 13 Siege im Einzel
  - 9 Siege im Doppel: Sechsmal mit Elizabeth Pithie, dreimal mit Helen Houliston
  - 6 Siege im Mixed: Fünfmal mit Bert Kerr, einmal mit Johnny Miller
- Nationale Meisterschaft von Schottland
  - Fünf Siege im Einzel: 1954, 1956, 1957, 1958, 1961
  - Fünf Siege im Doppel: 1954, 1956, 1957, 1958, 1961 – viermal mit Helen Houliston, einmal mit M. Julins
  - Vier Siege im Mixed: 1954, 1957, 1958, 1961 – dreimal mit Bert Kerr, einmal mit Ian Barclay
- Studentenweltmeisterschaft 1955 in Warschau
  - Zweite im Einzel, Sieg im Doppel mit Angelica Rozeanu
- Commonwealth-Meisterschaften
  - 1971 in Singapur Viertelfinale im Doppel
- Offene Meisterschaft von England
  - 1949 Zweite im Einzel
  - 1950 Zweite im Einzel, Sieg im Mixed mit Victor Barna
  - 1955 Sieg im Mixed mit Aubrey Simons
  - 1958 Zweite im Einzel
- Offene Meisterschaft von Irland
  - 1946 Sieg im Einzel
  - 1947 Zweite im Einzel, im Doppel und im Mixed
- Welsh Open
  - 1947 Zweite im Doppel und im Mixed
  - 1951 Sieg im Einzel
  - 1954 Zweite im Mixed
- Internationale Meisterschaften von Deutschland
  - 1955 Sieg im Einzel und im Mixed mit Josip Vogrinc
- Internationale Meisterschaften von Belgien
  - 1946 Zweite im Einzel
  - 1957 Sieg im Einzel, Sieg im Doppel, Zweite im Mixed
  - 1958 Sieg im Doppel
- Internationale Meisterschaften von Österreich
  - 1958 Sieg im Doppel

## Turnierergebnisse
| Verband | Veranstaltung       | Jahr | Ort       | Land | Einzel        | Doppel        | Mixed         | Team |
| ------- | ------------------- | ---- | --------- | ---- | ------------- | ------------- | ------------- | ---- |
| SCO     | Europameisterschaft | 1958 | Budapest  | HUN  | letzte 16     | Viertelfinale | Viertelfinale |      |
| SCO     | Weltmeisterschaft   | 1957 | Stockholm | SWE  | letzte 64     | Halbfinale    | Halbfinale    | 7    |
| SCO     | Weltmeisterschaft   | 1955 | Utrecht   | NED  | letzte 32     | Viertelfinale | Silber        | 7    |
| SCO     | Weltmeisterschaft   | 1954 | Wembley   | ENG  | letzte 32     | letzte 16     | letzte 32     | 9    |
| SCO     | Weltmeisterschaft   | 1952 | Bombay    | IND  | Viertelfinale | Halbfinale    | letzte 16     |      |
| SCO     | Weltmeisterschaft   | 1951 | Wien      | AUT  | letzte 16     | letzte 16     | letzte 16     | 5    |
| SCO     | Weltmeisterschaft   | 1950 | Budapest  | HUN  | letzte 16     | Gold          | Viertelfinale | 5    |
| SCO     | Weltmeisterschaft   | 1949 | Stockholm | SWE  | Viertelfinale | Gold          | Viertelfinale | 7    |
| SCO     | Weltmeisterschaft   | 1948 | Wembley   | ENG  | Viertelfinale | Silber        | letzte 32     | 9    |
| SCO     | Weltmeisterschaft   | 1947 | Paris     | FRA  | Viertelfinale | letzte 16     | letzte 32     | 9    |